# Hipparionini
Hipparionini — вимерла триба підродини Equinae, представники якого жили 15.97–0.3 млн років тому, тобто від раннього міоцену до середини плейстоцену. Вони населяли лісові, лісостепові та степові райони Північної Америки, Євразії, Африки, де входили до складу т. зв. гіпаріонової фауни.